# Departamento de Águas e Energia Elétrica
O Departamento de Águas e Energia Elétrica (DAEE) é uma autarquia do governo do estado de São Paulo, sendo responsável pelo gerenciamento dos recursos hídricos do Estado de São Paulo.

## História
Foi criado em 12 de dezembro de 1951 pelo governador Lucas Nogueira Garcez, onde o modelo para sua criação foi a Tennessee Valley Authorithy, estabelecida nos Estados Unidos em 1933 pelo presidente Franklin Roosevelt. Assim como a agência americana, deveria ser um órgão capaz de gerir o planejamento do uso da água de uma forma geral em todo o estado.
Foi responsável, entre outras, pela construção das usinas hidrelétricas Limoeiro, mais tarde renomeada Armando de Salles Oliveira (1953), e Euclides da Cunha (1954), ambas no Rio Pardo. Em 1964, promoveu a retificação do Rio Tietê, onde mais tarde criou o Parque Ecológico.
Também construiu e opera barragens no Estado de São Paulo, as quais possuem múltiplas funções, entre elas duas principais: a contenção de enchentes e o abastecimento público para a RMSP (Região Metropolitana de São Paulo).
Nas décadas de 60 e 70 o DAEE era responsável por serviços de telecomunicações em diversos municípios no estado de São Paulo, sendo acionista majoritário da Companhia de Telecomunicações do Estado de São Paulo (COTESP).
Através do DAEE surgiu a iniciativa pioneira de uma cooperativa de telecomunicações rurais em Mogi das Cruzes, onde em outubro de 1975 foi inaugurado o primeiro sistema de telefonia rural no Brasil totalmente automático e integrável ao sistema DDD, para atender de início 850 granjeiros, horticultores e fruticultores da região. Isso só foi possível graças aos projetos elaborados e executados pelo DAEE através de sistema cooperativo, sendo financiados em 10 anos para os cooperados pelo Banco de Desenvolvimento do Estado de São Paulo - Badesp. Em outubro de 1991 o sistema foi integrado a rede da Companhia Telefônica da Borda do Campo (CTBC).

## Atuação
Para melhor desenvolver suas atividades, e exercer suas atribuições conferidas por lei, atua de maneira descentralizada, no atendimento aos municípios, usuários e cidadãos, executando a Política de Recursos Hídricos do Estado de São Paulo, bem como coordenando o Sistema Integrado de Gestão de Recursos Hídricos, adotando as bacias hidrográficas como unidade físico - territorial de planejamento e gerenciamento.

## Estrutura
O DAEE possui a seguinte estrutura operacional:

### Barragens
- Barragem da Penha - localizada no rio Tietê, na altura da divisa entre São Paulo e o município de Guarulhos
- Barragem Móvel (conhecida como Barragem do Cebolão) - também no rio Tietê, na altura da foz do rio Pinheiros
- Barragens do Sistema Produtor Alto Tietê - Ponte Nova, Paraitinga, Biritiba, Jundiaí e Taiaçupeba

A Barragem da Penha e a Barragem Móvel foram construídas exclusivamente para controle da vazão do rio Tietê.
Todos os reservatórios fazem parte do Sistema Alto Tietê para abastecimento de água da Região Metropolitana de São Paulo, administrado pela SABESP.